# 제주 서우봉 일제 동굴진지
제주 서우봉 일제 동굴진지는 대한민국 제주특별자치도 제주시 조천읍에 있는 일제강점기의 전쟁관련시설이다. 2006년 12월 4일 대한민국의 국가등록문화재 제309호로 지정되었다.

## 개요
이 시설물은 태평양전쟁 당시 일본군이 연합군 함대를 향해 자살 폭파 공격을 하기 위해 구축된 것으로, 동굴식 갱도 18곳과 벙커 시설 2곳 등으로 구성되어 있다. 이 가운데 ‘王’자형과 비슷한 동굴 진지는 제주도 내 다른 일본 해군 특공 진지에 비해 훨씬 치밀하고 체계적으로 구축되었다. 제주도민뿐 아니라 다른 지방 사람들까지 동원돼 육체적·정신적 고통에 시달렸던 아픈 역사의 현장이다.

## 참고 자료
- 제주 서우봉 일제 동굴진지 - 국가유산청 국가유산포털